# Eriosyce curvispina

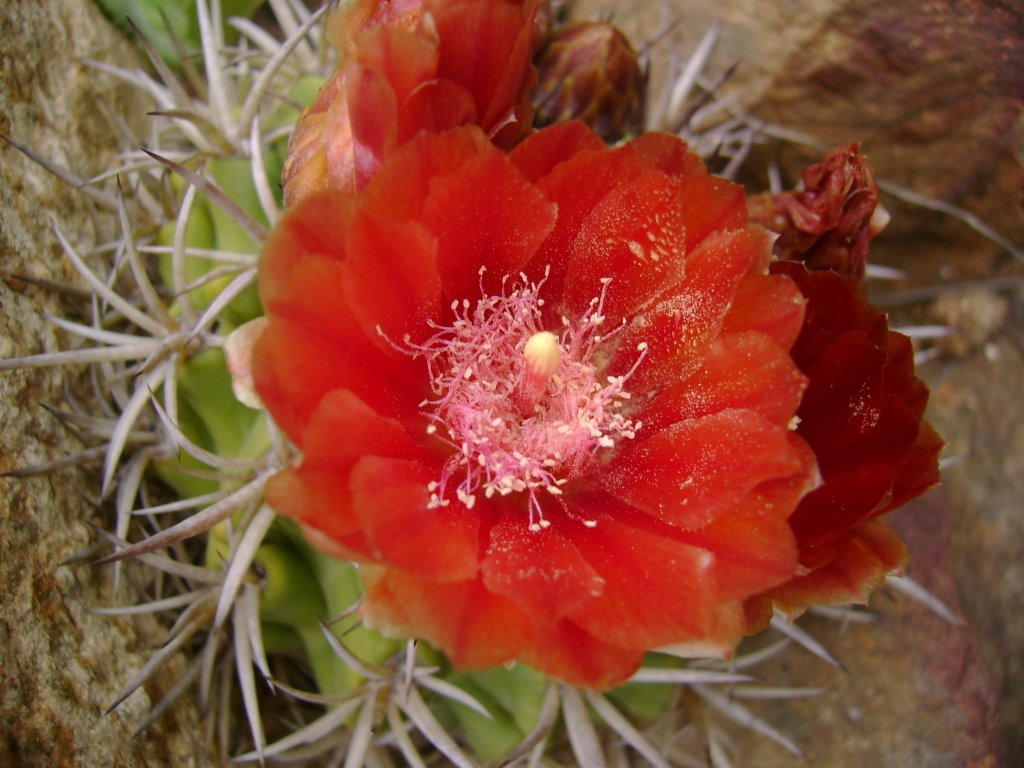
Blüte

Eriosyce curvispina ist eine Pflanzenart in der Gattung Eriosyce aus der Familie der Kakteengewächse (Cactaceae). Das Artepitheton curvispina leitet sich von den lateinischen Worten curvus für ‚gebogen‘ sowie -spinus für ‚bedornt‘ ab und verweist auf die gebogenen Dornen der Art.

## Beschreibung
Eriosyce curvispina wächst meist einzeln mit fast kugelförmigen bis kugelförmigen, selten verlängerten Trieben und erreicht Durchmesser von 8 bis 20 Zentimeter. Ihr Scheitel ist kahl. Die Wurzeln sind in der Regel faserig, manchmal wird eine kurze Pfahlwurzel ausgebildet. Es sind 14 bis 24 Rippen vorhanden, die tief gekerbt sind. Die in der Mehrzahl aufwärts gebogenen, dünnen bis dick und pfriemlichen Dornen sind hornfarben mit einer dunkleren Spitze. Sie vergrauen mit zunehmendem Alter. Die vier bis acht Mitteldornen sind 2 bis 3 Zentimeter, die zehn bis 15 Randdornen 1 bis 3 Zentimeter lang.
Die breit trichterförmigen Blüten erscheinen aus jungen Areolen und bilden oft einen Kreis um den Scheitel. Sie sind gelb oder gelb mit roten Mittelstreifen oder rötlich, 3 bis 5,5 Zentimeter lang und weisen einen ebensolchen Durchmesser auf. Die rötlichen, kurz ovalen bis verlängerten Früchte sind fleischig. Sie sind 1,1 Zentimeter lang und öffnen sich mit einer basalen Pore.

## Verbreitung, Systematik und Gefährdung
Eriosyce curvispina ist in der chilenischen Region Atacama bis in Höhenlagen von etwa 2000 Meter verbreitet.
Die Erstbeschreibung als Cactus curvispinus durch Luigi Colla wurde 1833 veröffentlicht. Fred Kattermann stellte sie 1994 in die Gattung Eriosyce. Weitere nomenklatorische Synonyme sind Echinocactus curvispinus (Bertero ex Colla) Gay (1848), Malacocarpus curvispinus (Bertero ex Colla) Britton & Rose (1922), Pyrrhocactus curvispinus (Bertero ex Colla) A.Berger (1929), Horridocactus curvispinus (Bertero ex Colla) Backeb. (1940), Hildmannia curvispina (Bertero ex Colla) Kreuz. & Buining (1941) und Neoporteria curvispina (Bertero ex Colla) Donald & G.D.Rowley (1966).
Es werden folgende Unterarten und Varietäten unterschieden:
- Eriosyce curvispina subsp. curvispina
- Eriosyce curvispina subsp. tuberisulcata (Jacobi) Katt.
- Eriosyce curvispina var. curvispina
- Eriosyce curvispina var. mutabilis (F.Ritter) Katt.

In der Roten Liste gefährdeter Arten der IUCN wird die Art als „Least Concern (LC)“, d. h. als nicht gefährdet geführt.

## Nachweise